# تپه اطراف شهر سوخته ۱۵۷
تپه اطراف شهر سوخته شماره ۱۵۷ مربوط به هزاره دوم و ۳ قبل از میلاد است و در شهرستان زابل، بخش شیب آب، دهستان لوتک، روستای حومه شهر سوخته، ۸/۷۵ کیلومتری جنوب شرق پایگاه باستان‌شناسی واقع شده و این اثر در تاریخ ۲۳ بهمن ۱۳۸۵ با شمارهٔ ثبت ۱۷۳۳۱ به‌عنوان یکی از آثار ملی ایران به ثبت رسیده است.